# Encyclia fucata
Encyclia fucata es una especie de plantas de la familia Orchidaceae.

## Descripción
Plantas epífitas, de 60 cm de alto, con pseudobulbos. Hojas de 2-3, coriáceas, de forma linear-lanceolada, que llegan a medir hasta 30 cm de largo por 2 cm de ancho. La inflorescencia es terminal, de 70 cm de largo y puede tener hasta 50 flores de pequeño tamaño, las cuales despiden una suave fragancia. Florece desde abril hasta julio, aunque ocasionalmente se encuentran algunas florecidas hasta septiembre.
Crece en las zonas llanas del país y suele colonizar árboles aislados en potreros, en los que se pueden observar cientos de plantas en un mismo árbol. De esta forma cuando florecen al mismo tiempo, como es corriente, se observan miles de flores. Flores vistosas, que van del verde amarillento al carmelita con labelo blanco y venación púrpura, como en todos los casos de plantas y animales se encuentran ejemplares de la variedad alba. Después de Encyclia phoenicea, es la especie del género más cultivada en Cuba, fundamentalmente por los bajos requerimientos de su cultivo. 

## Distribución
Esta planta se encuentra en todo el territorio cubano. Se encuentra también en la Española y Bahamas.

## Taxonomía
Encyclia fucata fue descrita por (Lindley) Britton et Millspaugh
Etimología
Encyclia: nombre genérico que procede del griego: “enkyklein” = (encerrar o rodear), en referencia a los lóbulos laterales del labelo que rodean la columna.
Fucata: epíteto latino